# Laimer Schlössl

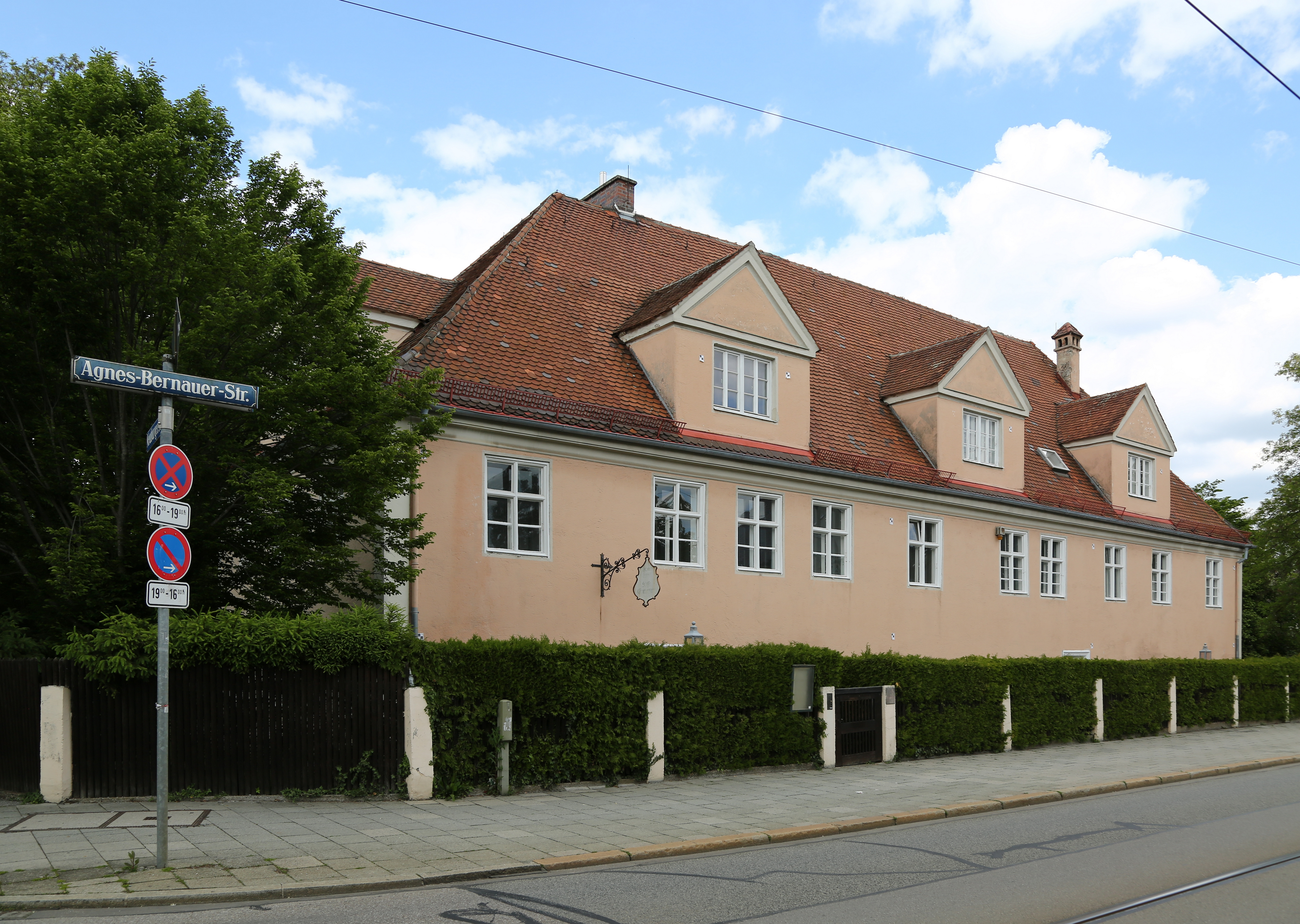
Laimer Schlössl

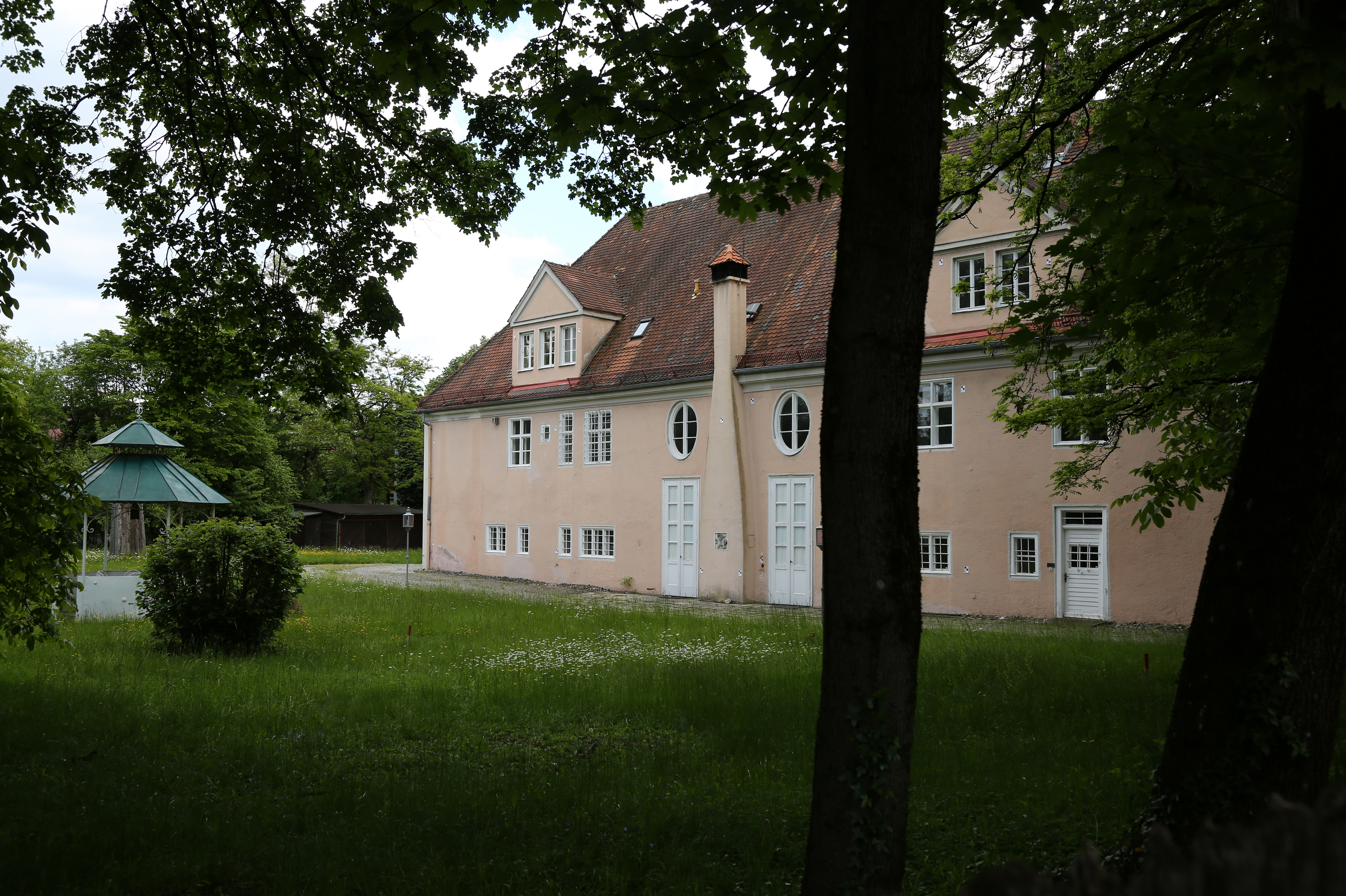
Rückseite und Park

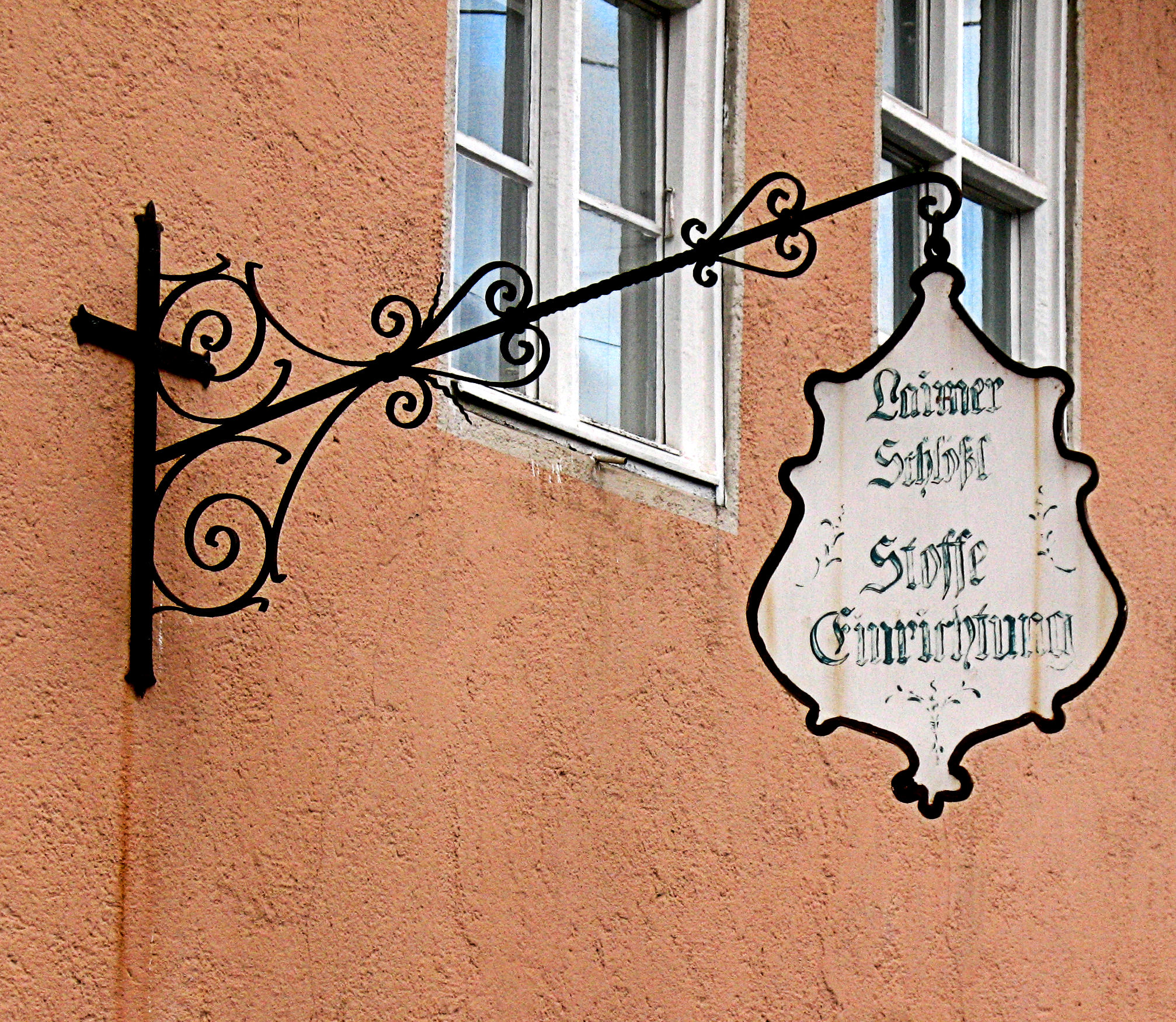
Hausschild

Das Laimer Schlössl ist ein Schloss in der Agnes-Bernauer-Straße 112 im Münchner Stadtteil Laim.

## Beschreibung
Das Gebäude hat sieben Dachgauben mit Dreiecksgiebeln.
Es ist ein Ort des Kulturgeschichtspfades Laim.
Das Schloss und der dazugehörige Garten stehen unter Denkmalschutz.

## Geschichte
Das Grundstück des Laimer Schlössls gehörte 1433 zunächst der Gemahlin des späteren Herzogs Albrecht III. von Bayern-München, Agnes Bernauer. Zwei Jahre später ließ Herzog Ernst, der Vater ihres Gemahls, sie in der Donau ertränken.
1713 nutzte Max Emanuel das Anwesen als Jagdsitz. Er quartierte dort auch seine Mätresse Agnes de Louchie ein. 1792 ließ Kurfürst Karl Theodor eine Steingut-und-Porzellan-Fabrik errichten und schenkte das Anwesen 1793 seiner Geliebten Elisabeth Schenk zu Castell.
Im 19. Jahrhundert verfiel es zunehmend. 1908 erwarb Professor Theodor Fischer das Schlössl und ließ es restaurieren. 1939 stirbt Theodor Fischer und das Haus wird an seine Frau, Therese Fischer, vererbt. 1950 wird im Schlössl eine schlesische Kunst- und Musikhalle, die Gerhart-Hauptmann-Halle, eröffnet. Im Jahr 1952 stirbt Therese Fischer; das Anwesen wird von den Erben an die Familie Leuthenmayr verkauft, die dort ein Antiquitätengeschäft eröffneten. Nach dem Tod übernahmen die Kinder Karl, Maximilian und Albert Leuthenmayr das Anwesen. Karl Leuthenmayr betrieb seitdem im Schlössl seinen Fachhandel für Dekorateure. Im Jahr 2018 verkauften die Gebrüder Leuthenmayr dann schließlich das Eigentum an einen Privatmann.
Der neue Eigentümer wollte das Gebäude umbauen und Wohnungen darin vermieten. Im Januar 2023 erhielt er die Baugenehmigung dafür, aber er begann nicht mit den Bauarbeiten, sondern das Gebäude steht Stand 2024 weiterhin leer.